# Gäddtjärnen (Enångers socken, Hälsingland)
Gäddtjärnen är en sjö i Hudiksvalls kommun i Hälsingland och ingår i Nianån-Norralaåns kustområde.